# Bufotes surdus
Pour les articles homonymes, voir Bufo persicus.
Espèce
Synonymes
- Bufo surdus Boulenger, 1891
- Pseudepidalea surda (Boulenger, 1891)
- Bufo viridis var. persica Nikolskii, 1899
- Bufo persicus (Nikolskii, 1899)
- Bufo surdus annulatus Schmidtler & Schmidtler, 1969

Statut de conservation UICN

 LC  : Préoccupation mineure
Bufotes surdus est une espèce d'amphibiens de la famille des Bufonidae.

## Répartition
Cette espèce se rencontre du niveau de la mer à 2 250 m d'altitude :
- dans l'est de l'Irak ;
- dans le sud de l'Iran ;
- dans le Sud-Ouest du Pakistan, au Baloutchistan dans les hauts plateaux à l'ouest et dans les environs de Quetta.

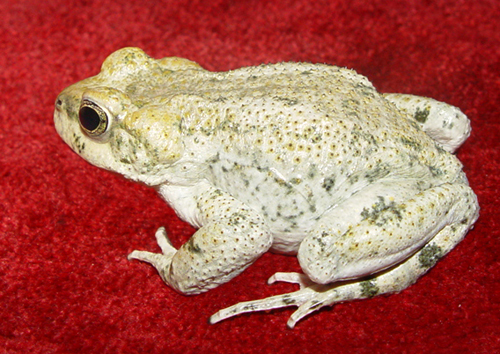
Bufotes surdus

## Publication originale
- Boulenger, 1891 : Descriptions of new Oriental Reptiles and Batrachians. The Annals and magazine of natural history, ser. 6, vol. 7, p. 279-283 (texte intégral).